# Jarroto 2-e
Il lago Jarroto 2-e (in russo Яррото второе?; Jarroto secondo), chiamato anche Jaroto o Jarato (Ярото, Ярато) è un lago della Russia situato sulla penisola Jamal. Amministrativamente si trova nel Jamalskij rajon del Circondario autonomo Jamalo-Nenec.
Il lago si trova adiacente a nord-ovest al Jarroto 1-e ed è collegato al mare di Kara dal fiume Juribej che sfocia nella baia della Bajdarata; è alimentato prevalentemente dalla neve e gela da ottobre a giugno. Sulla riva del lago sono stati ritrovati i resti di un luogo sacro dei Nenci. 
Il lago è popolato dal Coregonus peled e da altri pesci del genere Coregonus.